# بروستر كيل
بروستر لورتون كيل (بالإنجليزية: Brewster Kahle) (وُلد في 22 أكتوبر 1960) هو مهندس حاسوب أمريكي ورائد أعمال إنترنت وناشط على الإنترنت مناصر للنفاذ الشامل إلى المعلومات وأمين مكتبة رقمية. أسّس كيل أرشيف الإنترنت وأليكسا. في عام 2012 دخل قائمة الشرف للإنترنت.

## حياته ومسيرته المهنية
وُلد كيل في نيويورك سيتي ونشأ في سكاردسيل نيويورك، ابن لمارغريت ماري (لورتون) وروبيرت فينتون كيل مهندس الميكانيك. ذهب إلى ثانوية سكاردسيل. تخرّج من معهد ماساتشوسيتس للتكنولوجيا في عام 1982 بدرجة بكالوريوس في علوم الحاسوب والهندسة، حيث كان عضوًا في تشي في فراتينيتي. ركّز في دراسته على الذكاء الصنعي، ودرس تحت إشراف مارفين مينسكي ودبليو دانيل هيليس.
انضم بعد التخرج إلى فريق ثينكينغ ماشينز وكان المهندس المدير لمنتَج الشركة الرئيسي، ذا كونيكشن ماشين لستة أعوام (1983-1989). هناك، طوّر مع آخرين نظام الوايس، البحث المنشور الأول على الإنترنت ونظام استرجاع المستندات، السابق للشبكة العنكبوتية العالمية. في عام 1992، ساهم مع بروس جيليات في تأسيس شركة وايس (بيعت إلى إي أو إل في عام 1995 مقابل 15 مليون دولار) وفي عام 1996 في تأسيس إنترنت أليكسا (بيعت إلى موقع أمازون عام 1999). في نفس الآونة التي أطلق فيها أليكسا، أسّس أرشيف الإنترنت، الذي يستمر في إدارته. في عام 2001، وضع وايباك ماشين في حيز التنفيذ، ما أتاح النفاذ العام إلى أرشيف الشبكة العنكبوتية العالمية الذي كان أرشيف الإنترنت يجمعه منذ عام 1996. ألهمت زيارة كيل لمكاتب ألتا فيستا لإنشاء الوايباك ماشين إذ صدمته ضخامة المهمة التي تولّاها وتحقّقت: تخزين وفهرسة كل محتوى الويب. يقول كيل: «كنت أقف هناك، أنظر إلى الآلة التي كانت بحجم خمس أو ست آلات كوكا وكانت تلك لحظة 'آها' تقول 'باستطاعتك أن تفعل كل شيء'».
كيل عضو في قائمة الشرف، وعضو في الأكاديمية الأمريكية للفنون والعلوم وعضو في الاكاديمية الوطنية للهندسة ويضطلع بمهامٍ في مجالس مؤسسة الجبهة الإلكترونية والمعرفة العامة والأرشيف الأوروبي (الآن ذاكرة الإنترنت) والأرشيف التلفزيوني. وهو أيضًا عضو في المجلس الاستشاري لبرنامج البنية التحتية للمعلومات الرقمية والحفظ التابع لمكتبة الكونجرس، وعضو اللجنة الاستشارية للبنية التحتية المعلوماتية الخاصة بالمؤسسة العلمية الوطنية. في عام 2010 مُنح دكتوارة فخرية في علوم الحاسوب من جامعة سيمونز، حيث درس علوم المكتبات في الثمانينيات من القرن العشرين.
أدار كيل مع زوجته، ماري أوستن، مؤسسة كيل\أوستن. تدعم المؤسسة مؤسسة البرمجيات الحرة في مشروعها جي إن أو، من بين مشاريع أخرى، بمنحة إجمالية تبلغ ما يقارب 4,5 مليون دولار في عام 2011.
في عام 2012 أسس كيل مع الخبير المصرفي جوردان موديل الاتحاد الائتماني الفدرالي لأرشيف الإنترنت لخدمة سكان نيو برونسويك إن جي وهايلاند بارك نيو جرسي، وكذلك المشاركين في برامج تخفيف الفقر في تلك المناطق. صُفّي الاتحاد الائتماني طوعًا في عام 2015.

### مناصرة الرقمنة
كان كيل ناقدًا لرقمنة جوجل للكتب، وعلى وجه التحديد لتفرد جوجل في منع الوصول الرقمي لمحركات البحث الأخرى إلى الكتب التي تقوم بأرشفتها. في حديث له عام 2011 وصف كيل ميزة 'القصاصات' لجوجل كوسيلة للالتفاف على قضايا حقوق النشر، وعبّر عن إحباطه للافتقار إلى برنامج إعارة ملائم للمواد الرقمية. وذكر أن التحول الرقمي انتقل من تحكم محلي إلى تحكم مركزي، ومن اللاربحية إلى الربحية ومن متنوع إلى متجانس ومن «محكوم بالقانون» إلى «محكوم بالعقد».

## روابط خارجية
- بروستر كيل على موقع IMDb (الإنجليزية)
- بروستر كيل على موقع إن إن دي بي (الإنجليزية)